# جبل محجة
جبل محجة أو جبل محجة عنزة هي تشكيلة صخرية تكونت بفعل عوامل التعرية والتجوية غرب مدينة حائل شمال السعودية وشرق قرية الجهراء.

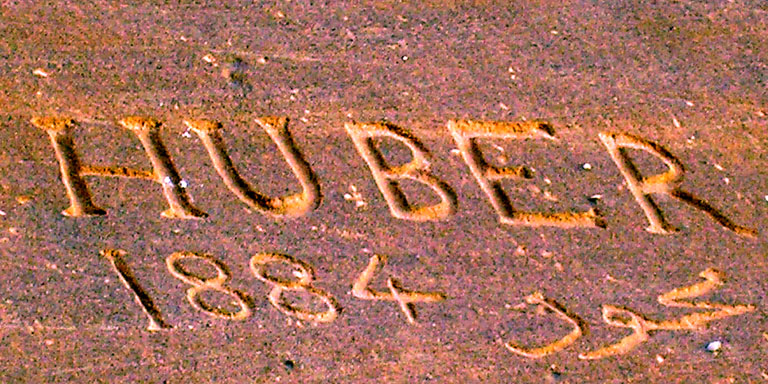
مخطوطات

## المخطوطات والنقوش
يوجد على جدرانها بعض الرسومات والطلاسم وبعض من المخطوطات منقوشة في عصور تاريخية مختلفة بعضها بالخط الآرامي غيرها من اللغات.